# Дорогая (фильм)
«Дорогая» (англ. Darling) — кинофильм режиссёра Джона Шлезингера, вышедший на экраны в 1965 году. Лента даёт сатирическое изображение британского общества 1960-х годов. Она занимает 83-е место в списке ста лучших фильмов по версии Британского института кино.

## Сюжет
Молодая начинающая актриса Диана Скотт случайно знакомится с успешным журналистом Робертом Голдом, и вскоре у них начинается бурный роман. Через некоторое время Роберт оставляет жену и детей, чтобы жить с новой возлюбленной. Однако Диана чувствует какую-то неудовлетворенность, она сама не знает, чего хочет — сделать карьеру или жить спокойной жизнью с любимым человеком. Погружение в мир кино и рекламы сводит её с новыми людьми и приводит к новым романам...

## В ролях
- Джули Кристи — Диана Скотт
- Дирк Богард — Роберт Голд
- Лоуренс Харви — Майлз Брэнд
- Хосе Луис де Вилаллонга — герцог Чезаре делла Ромита
- Роланд Куррам — Малкольм
- Бэзил Хенсон — Алек Проссер-Джонс
- Хелен Линси — Фелисити Проссер-Джонс
- Карло Пальмуччи — Курцио делла Ромита

## Награды и номинации
- 1965 — участие в конкурсе Московского кинофестиваля.
- 1966 — три премии «Оскар»: лучший оригинальный сценарий (Фредерик Рафаэль), лучшая женская роль (Джули Кристи), лучшие костюмы в чёрно-белом фильме (Джули Харрис). Кроме того, лента была номинирована в категориях «лучший фильм» (Джозеф Дженни) и «лучший режиссёр» (Джон Шлезингер).
- 1966 — 4 премии BAFTA: лучший британский сценарий (Фредерик Рафаэль), лучший британский актер (Дирк Богард), лучшая британская актриса (Джули Кристи), лучшая работа художника в британском чёрно-белом фильме (Рэй Симм). Кроме того, картина была номинирована в категориях «лучший британский фильм» (Джон Шлезингер) и «лучшая операторская работа в британском чёрно-белом фильме» (Кеннет Хиггинс).
- 1966 — премия «Золотой глобус» за лучший англоязычный зарубежный фильм, а также номинации за лучшую режиссуру (Джон Шлезингер) и лучшую женскую драматическую роль (Джули Кристи).
- 1966 — две премии Национального совета кинокритиков США за лучшую режиссуру (Джон Шлезингер) и лучшую женскую роль (Джули Кристи, также за фильм «Доктор Живаго»).
- 1966 — номинация на премию Гильдии режиссёров США за лучшую режиссуру — Художественный фильм (Джон Шлезингер).